# Aspidoras
 Aspidoras  ist eine Gattung aus der Familie der Panzerwelse (Callichthyidae).

## Merkmale
Aspidoras-Arten werden kaum länger als 4 cm. Im Unterschied zu allen anderen Gattungen der Panzerwelse besitzen sie zwei Schädelfontanellen (alle anderen nur eine). Der Kopf ist hoch, vorne abgerundet und seitlich etwas abgeflacht. Die Augen sind klein. Die Stacheln der Rückenflosse und der Brustflossen sind kurz und dick. Am Maul befinden sich zwei Bartelpaare an der Oberlippe und eins an der Unterlippe. Die Barteln sind kurz und reichen nicht bis zu den Kiemenspalten.

## Systematik und Forschungsgeschichte
R. v. Ihering beschrieb 1907 die Gattung Aspidoras, dessen Typusart Aspidoras rochai war. Aber noch im selben Jahr meldete Steindachner Bedenken an und beließ in seiner Neubeschreibung die Art „raimundi“ in der Gattung Corydoras. Gosline übernahm 1940 in einer Revision der Panzer- und Schwielenwelse die Gattung Aspidoras. Betrachtet man in dieser Arbeit die Tabelle1 „comparison of generetic characters“ hinsichtlich der Gattung Aspidoras – Corydoras und Brochis, dann unterscheidet sich die Gattung Aspidoras aufgrund der runden Fontanelle von den beiden anderen Gattungen.
In der Artbeschreibung des Corydoras pygmaeus (1966) wurde die Gattung Aspidoras von Knaack als nicht gültig angesehen und eine ausführliche Begründung über den Einzug angekündigt. Dieser sollte innerhalb einer Familienüberarbeitung erfolgen, die aufgrund der damaligen politischen Situation auch mit ihren Auswirkungen auf Aquaristik und Ichthyologie bis heute noch aussteht.
Schließlich sahen auch Weitzmann und Nijssen (1970), als sie Corydoras pauciradiatus beschrieben, die Einordnung dieser Art in die Gattung Corydoras als berechtigt an. Nur Miranda-Ribeiro (1949) ordnete die von ihm beschriebene Art „lakoi“ in die Gattung Aspidoras ein. Letztendlich gehen Nijssen und Isbrücker (1976) von einer gültigen Art aus. Als entscheidende Abgrenzung zur Gattung Corydoras werden bei den Aspidorasarten zwei Schädelfontanellen benannt. In dieser Revision wurden die damaligen Arten Corydoras raimundi (Steindachner 1907) und Corydoras pauciradiatus (Weitzmann & Nijssen 1970) in die Gattung Aspidoras übernommen. Aspidoras lakoi (Miranda-Ribeiro 1949) wurde als gute Art anerkannt und übernommen.
Eine weitere Art, Aspidoras sp. aff. poecilus, wurde in dieser Arbeit erwähnt.
Im Jahre 1980, vier Jahre nach dieser Revision, beschrieben Nijssen & Isbrücker Aspidoras virgulatus. Dieser Fisch zählt mit zu den schönsten seiner Gattung. Obwohl dieser Aspidoras sich auch in einem Merkmal grundsätzlich von den anderen seiner Art distanziert. Nijssen & Isbrücker erwähnen in ihrer Erstbeschreibung, dass fünf männliche Paratypen Borsten auf den Backen besitzen. Dieser Sexualdimorphismus ist auch von einigen Corydoras bekannt aber nicht von Welsen der Gattung Aspidoras.
Knapp zwanzig Jahre vergingen bis Britto zwei neue Aspidoras beschrieb. Aspidoras microgalaeus (Britto, 1998) und Aspidoras belenos (Britto, 1998). Zurzeit sind 20 Aspidorasarten wissenschaftlich beschrieben.
In den folgenden Jahren wurden immer wieder Vertreter dieser Gattung importiert, deren endgültige Beschreibung noch aussteht. Beispielsweise sorgte Aspidoras sp. „Black Phantom“ (C 35) für Aufregung unter Welsliebhabern. Die Männchen dieser Art zeigen eine schwarze Rückenflosse und ein sehr kontrastreiches Fleckenmuster. Auch C 36, stammt wahrscheinlich aus dem Araguaia-Einzug und ist mit seinem starken Silberglanz ein auffallender Aspidoras.

## Arten

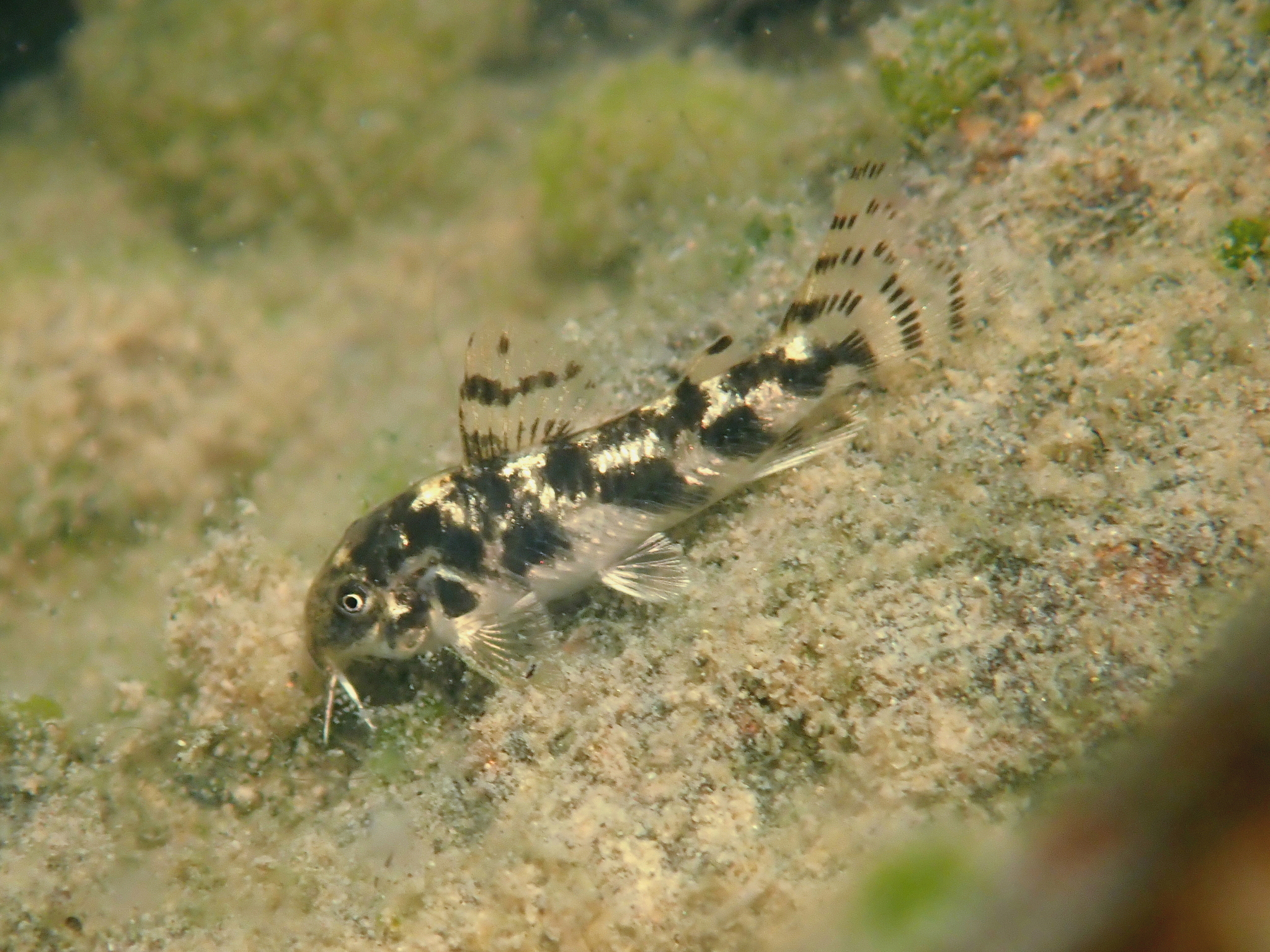
Aspidoras albater

- Aspidoras albater Nijssen & Isbrücker, 1976
- Aspidoras aldebaran Tencatt, Britto, Isbrücker & Pavanelli, 2022
- Aspidoras azaghal Tencatt, Muriel-Cunha, Zuanon, Ferreira & Britto, 2020
- Aspidoras belenos Britto, 1998
- Aspidoras brunneus Nijssen & Isbrücker, 1976
- Aspidoras carvalhoi Nijssen & Isbrücker, 1976
- Aspidoras depinnai Britto, 2000
- Aspidoras fuscoguttatus Nijssen & Isbrücker, 1976
- Aspidoras gabrieli Wosiacki et al., 2014
- Aspidoras kiriri Oliveira et al., 2017
- Aspidoras lakoi Miranda Ribeiro, 1949
- Aspidoras maculosus Nijssen & Isbrücker, 1976
- Aspidoras mephisto Tencatt & Bichuette, 2017
- Aspidoras poecilus Nijssen & Isbrücker, 1976
- Aspidoras psammatides Britto, Lima & Santos, 2005
- Aspidoras raimundi (Steindachner, 1907)
- Aspidoras rochai Ihering, 1907
- Aspidoras velites Britto, Lima & Moreira, 2002